# Nordenfor Polarcirkelen
Nordenfor Polarcirkelen är en norsk svartvit stumfilmsdokumentär från 1921. Filmen spelades in i norska Finnmark och skildrar samernas liv. Den producerades och distribuerades av Kommunenes filmcentral och hade premiär den 1 september 1923 i Norge.